# Harfové dny Ostrava

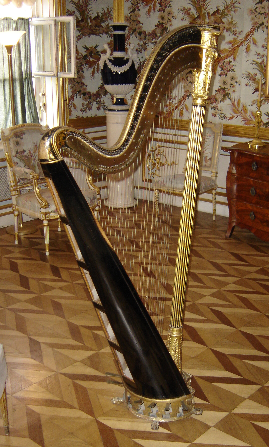
Harfa

Harfové dny Ostrava je jediný mezinárodní festival v České republice úzce zaměřený na harfu. Festival vznikl v roce 2000 v Ostravě. Jeho zakladatelkou byla harfistka Ada Balová. Impulsem pro vznik Harfových dnů bylo pořádání VII. světového harfového kongresu (anglicky World Harp Congress) v Praze v roce 1999, jehož uměleckou ředitelkou byla harfistka Jana Boušková.
Festival uvádí harfistky i harfisty na sólových recitálech, s komorními soubory i s orchestry. Je také zaměřen pro uvádění mladých talentů a jejich začleňování do profesionální umělecké činnosti. Mladí interpreti mají na festivalu možnost vystupovat po boku známých muzikantů a hrát v doprovodu zkušených hudebních těles. Vedle koncertů jsou v rámci festivalu pořádány také přednášky o harfě a hudbě obecně.